# Tajanstveni plamen kraljice Loane
Tajanstveni plamen kraljice Loane (tal.: La Misteriosa Fiamma della Regina Loana) je roman talijanskog pisca Umberta Eca objavljen 2004. Naslov romana je posuđen iz istoimenog naziva epizode talijanskog stripa Cino e Franco.
Središnji lik romana je Yambo (punim imenom Giambattista Bodoni), 59-o godišnji vlasnik antikvarnice iz Milana koji poslije srčanog udara pati od epizodnog gubitka pamćenja. Na početku romana, glavni lik se može sjetiti svega što je ikada pročitao, ali se ne sjeća svoje obitelji, svoje prošlosti pa čak ni svoga imena. Yambo odlučuje otići u Solaru, dom svoga djetinjstva, da bi pokušao ponovo otkriti svoju prošlost i identitet. Ipak i nakon višednevnog listanja starih novina, prebiranja po pločama, knjigama, magazinima i stripovima iz djetinjstva ne uspijeva povratiti sjećanje, iako je proživljavao priču svoje generacije u dobi kad su njegovi preminuli roditelji i djed živjeli. U trenutku kada se sprema napustiti potragu, otkriva među knjigama svoga djeda kopiju originala Shakespeareove knjige First Folio iz 1623., i to uzrokuje šok kroz koji mu se počinju odmotavati sjećanja iz djetinjstva. Zadnji dio knjige je literarno istraživanje tradicionalnog fenomena da li život jedne osobe prolazi kao svjetlost pored umiruće osobe, u trenutku kada se Yambo bori prisjeti se sjećanja koje mu je najvažnije: lica djevojke koju je volio još iz studentskih dana.
Umberto Eco se pokazao vrsnim poznavateljem kako školstva tako i popularne kulture (npr. kroz stripove o Flashu Gorsonu) a opisao je i svoja osobna iskustva odrastanja u Musolinijevoj fašističkoj Italiji. Kao i druge Ecove knjige, roman Tajanstveni plamen kraljice Loane pun je hipertekstualnosti.

## Vanjske poveznice
- Umberto Eco. 2005. The Mysterious Flame of Queen Loana. Translator Geoffrey Brock. Houghton Mifflin Harcourt. ISBN 978-0-15-101140-7
- Harcourt Books interview with Umberto Eco  Arhivirana inačica izvorne stranice od 20. studenoga 2009. (Wayback Machine)
- June 20 2005 Diane Rehm interviews Eco (audio)
- Umberto Eco Wiki: The Mysterious Flame of Queen Loana  Arhivirana inačica izvorne stranice od 23. veljače 2014. (Wayback Machine) - wiki annotation of Queen Loana. Contains hundreds of entries.